# Jack Casady
John William Casady (Washington D.C., 13 de abril de 1944) é um músico estado-unidense, notável por ter sido integrante da banda de rock Jefferson Airplane.
Tocando originalmente como guitarrista da banda de rhythm and blues The Triumphs, Jack Casady trocou para o baixo durante o ensino médio, tocando no suporte de artistas como Little Anthony and the Imperials e Ray Charles. Com a saída do baixista original da banda, Bob Harvey, tornou-se baixista do Jefferson Airplane quando o guitarrista Jorma Kaukonen o convidou em setembro de 1965, um amigo de colégio e antigo guitarrista do The Triumphs.
O Airplane tornou-se o primeiro expoente do som de São Francisco. Casady explorou o som do baixo, o que foi evidenciado desde o primeiro álbum da banda, Jefferson Airplane Takes Off (1966).